# Liste des maîtres ès jeux de l'Académie des Jeux floraux
Cette liste des maîtres ès jeux de l'Académie des Jeux floraux de Toulouse recense tous les auteurs de poésies en français et en occitan ayant reçu ce titre après avoir obtenu trois fleurs aux Jeux floraux. L'habitude prise à la Renaissance de distinguer des poètes célèbres qui n'avaient pas concouru se perpétuait par la désignation de maîtres. C'est ainsi que Voltaire fut nommé maître en 1747, Marmontel en 1749.
Les maîtres ès jeux — ou maîtres des jeux, dont le lieu de résidence est libre et le nombre n'est pas limité, peuvent être aussi bien des femmes que des hommes.

## Maitres ès jeux de l'Académie des Jeux floraux (non exhaustif)
Sources : Académie des jeux floraux, Gallica, Académie française,,,,,

### Dont les dates de naissance et de décès sont connues
La couleur         indique les données indéterminées ou inexistantes.
| Naissance | Décès (s.néc.)                   | Nom                            | Année d'obtention                | Prix              |
| --------- | -------------------------------- | ------------------------------ | -------------------------------- | ----------------- |
| 1524      | 1596                             | Pierre de Ronsard              | 1554                             | Minerve d'argent  |
| 1694      | 1778                             | Voltaire                       | 1747                             | Aucun             |
| 1719      | 1787                             | Géraud Valet de Reganhac       | 1759                             | Trois fleurs C.I. |
| 1723      | 1799                             | Jean-François Marmontel        | 1749                             | Aucun             |
| 1741      | 1834                             | Henri Pascal de Rochegude      |                                  |                   |
| 1750      | 1794                             | Fabre d'Églantine              |                                  |                   |
| 1761      | 1836                             | Just François Raynouard        |                                  |                   |
| 1768      | 1848                             | François-René de Chateaubriand | 1821                             |                   |
| 1769      | 1833                             | Charles de Chênedollé          | 1827                             |                   |
| 1797      | 1863                             | Alfred de Vigny                |                                  |                   |
| 1798      | 1864                             | Jasmin                         |                                  |                   |
| 1802      | 1885                             | Victor Hugo                    | 1820                             | Lys d'or          |
| 1816      | 1879                             | Prosper Blanchemain            | 1853                             |                   |
| 1830      | 1925                             | Stéphen Liégeard               |                                  |                   |
| 1830      | 1914                             | Frédéric Mistral               | 1878                             |                   |
| 1835      | 1893                             | Firmin Boissin                 | 1887                             |                   |
| 1842      | 1908                             | François Coppée                | 1896                             |                   |
| 1843      | 1916                             | Carmen Sylva                   | 1883                             |                   |
| 1870      | 1963                             | Henry Bordeaux                 |                                  |                   |
| 1872      | 1955                             | Jeanne Marvig                  |                                  |                   |
| 1880      | 1917                             | Pierre Fons                    |                                  |                   |
| 1883      | 1967                             | Marie Noël                     | 1954                             |                   |
| 1889      | 1972                             | Joseph Salvat                  | 1931                             |                   |
| 1907      | 2000                             | Ernest Nègre                   | 1971                             |                   |
| 1912      | 2001                             | André Lagarde                  | 1982                             |                   |
| 1924      | 2018                             | Marquis de Cambolas            |                                  |                   |
| 1926      | 2013                             | Pierre Fabre                   |                                  |                   |
| 1926      | 2021                             | Jacques Limouzy                |                                  |                   |
| 1928      | 2019                             | Maurice Prin                   |                                  |                   |
| 1929      | 2008                             | Andrew Bertie                  |                                  |                   |
| 1947      | 2020                             | Henri Barthès                  |                                  |                   |
| 1932      |                                  | Henry Bonnier                  |                                  |                   |
| 1932      | Raymond Marrier d'Unienville     | 2007                           |                                  |                   |
| 1935      | Gaston Lévy                      | 2006                           | Cinq d'Argent, deux de Vermeil.  |                   |
| 1936      | Sylvie Pey de Turckheim-Courtois | 2015                           |                                  |                   |
| 1937      | Marc Bleuse                      |                                |                                  |                   |
| 1939      | Edric Caldicott                  |                                |                                  |                   |
| 1939      | Simone Alie-Daram                |                                |                                  |                   |
| 1942      | Anthony Lodge                    | 2015                           |                                  |                   |
| 1942      | 2017                             | Imre Szabics                   | 1988                             |                   |
| 1944      |                                  | Paul Gifford                   |                                  |                   |
| 1945      | Bernard Bacquié                  | 2017                           | Prix Latecoère                   |                   |
| 1949      | Alexandre de Miller de La Cerda  | 2000                           |                                  |                   |
| 1949      | Francesco Zambon                 |                                |                                  |                   |
| 1950      | Jean-Pierre Siméon               |                                |                                  |                   |
| 1951      | Tahar Bekri                      |                                |                                  |                   |
| 1958      | Yvan Loskoutoff                  | 1998                           | Primevère d'argent, prix Fayolle |                   |
| 1958      | Philippe Lamarque                | 2012                           | Médaille d'argent                |                   |
| 1960      | Laurent Stefanini                | 2015                           | Aucun                            |                   |
| 1965      | Franc Bardou                     |                                |                                  |                   |
| 1950      |                                  | Serge Pey                      | 2019                             |                   |
|           |                                  | Monique Augé Saint-Julia       | 2020                             |                   |
| 1939      |                                  | James Sacré                    | 2021                             |                   |
|           |                                  | Elisabeth Aragon               | 2021                             |                   |
| 1930      |                                  | Adonis                         | 2021                             |                   |
| 1955      |                                  | Casimir Prat                   | 2022                             |                   |
| 1956      |                                  | Eric Fraj                      | 2022                             |                   |
| 1967      |                                  | Jean-Pierre Denis              | 2022                             |                   |
|           |                                  | Guénolée de Cargouët           | 2022                             |                   |
| 1937      |                                  | Vénus Khoury-Ghata             | 2022                             |                   |
| 1952      |                                  | Yves Namur                     | 2022                             |                   |
| 1976      |                                  | Marc Alexandre Oho Bambe       | 2022                             |                   |
| 1989      |                                  | Paulina Kamakine               | 2023                             |                   |
| 1983      |                                  | Aurélia Lassaque               | 2023                             |                   |
| 1953      |                                  | Bruno Ruiz                     | 2023                             |                   |
|           |                                  | Ruling Zhang                   | 2023                             |                   |
| 1994      |                                  | Jean D'Amérique                | 2023                             |                   |
| 1980      |                                  | Samira Negrouche               | 2023                             |                   |
| 1962      |                                  | Gabriel Okoundji               | 2023                             |                   |
| 1958      |                                  | Hélène Dorion                  | 2023                             |                   |
| 1964      |                                  | Imasango                       | 2023                             |                   |
| 1947      |                                  | Daniel Maximin                 | 2024                             |                   |
| 1938      |                                  | Michael Edwards                | 2024                             |                   |

## Autour de la récompense
- Le plus jeune poète à s'être vu attribuer le titre de maître ès jeux est Victor Hugo, qui l'obtint en 1821 alors âgé de seulement 19 ans.